# روبرت توماس لاتشو
روبرت توماس لاتشو جونيور ولد 20 أغسطس 1925في مدينة سان لويس ميسوري وتوفي 20 أبريل 1956في فنسويل وكان أحد طياري القوات الجوية الأمريكية في الحرب الكورية ، ويُنسب إليه الفضل في إسقاط خمس طائرات معادية.